# 白山 (宗像市)
白山（はくざん）とは、福岡県宗像市山田にある標高319メートルの山で北側の孔大寺山へと尾根が連なる。山頂にはかつて白山城という城が築かれていた。

## 歴史
山頂の城は鎌倉時代に宗像氏国により築城され、歴代の宗像氏の居城であった。延元元年（1336年）に戦いに敗れて九州へ逃げて来た足利尊氏を受け入れた。山麓を含めてハイキングコースとなっている。

## アクセス
- JR鹿児島本線 赤間駅下車、徒歩で約30分。